# Simalia
Genre
Simalia est un genre de serpents de la famille des Pythonidae. 

## Répartition
Les 6 espèces de ce genre se rencontrent en Australie, en Papouasie-Nouvelle-Guinée et en Indonésie.

## Description
Ce sont des serpents constricteurs ovipares.

## Liste d'espèces
Selon The Reptile Database (18 octobre 2023) :
- Simalia amethistina (Schneider, 1801) - Python améthyste
- Simalia boeleni (Brongersma, 1953) - Python de Boelen
- Simalia clastolepis (Harvey, Barker, Ammerman & Chippindale, 2000)
- Simalia kinghorni (Stull, 1933)
- Simalia nauta (Harvey, Barker, Ammerman & Chippindale, 2000)
- Simalia tracyae (Harvey, Barker, Ammerman & Chippindale, 2000)

## Taxinomie
Ce genre a été relevé de sa synonymie avec Morelia par Reynolds, Niemiller et Revell en 2014.

## Publication originale
- Gray, 1849 : Catalogue of the specimens of snakes in the collection of the British Museum. London, p. 1-125 (texte intégral).